# Robert Ingpen
Robert Ingpen (13 de outubro de 1936) é um ilustrador australiano, ganhador do Prêmio Hans Christian Andersen e designer da Bandeira do Território do Norte.